# Dipterina imbriferana
Dipterina imbriferana är en fjärilsart som beskrevs av Edward Meyrick 1881. Dipterina imbriferana ingår i släktet Dipterina och familjen vecklare. Inga underarter finns listade i Catalogue of Life.